# مشاركة البيانات
مشاركة البيانات هي ممارسة جعل البيانات المستخدمة في البحث العلمي متاحة للباحثين الآخرين. العديد من وكالات التمويل والمؤسسات وأماكن النشر لديها سياسات تتعلق بمشاركة البيانات، لأن الكثيرين يعدون الشفافية والانفتاح جزءًا من المنهج العلمي.

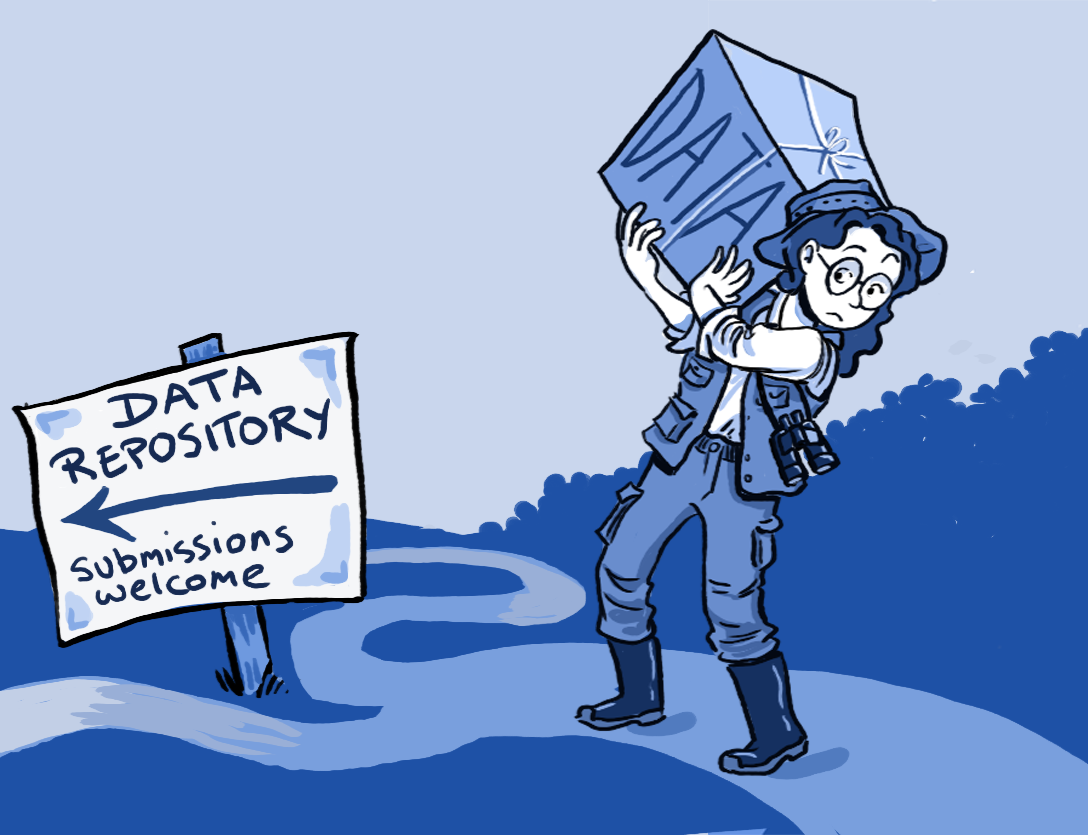
غالبًا ما يقع قرار مشاركة البيانات وكيفية مشاركتها على عاتق الباحثين.

يطلب عدد من وكالات التمويل والمجلات العلمية من مؤلفي البحوث التي راجعها الأقران مشاركة أي معلومات تكميلية -بيانات أولية أو طرق إحصائية أو شفرة المصدر- ضروريةً لفهم الأبحاث المنشورة و تطويرها أو إعادة إنتاجها. لا يخضع قدر كبير من البحوث العلمية لمتطلبات مشاركة البيانات، والعديد من هذه السياسات لها استثناءات ليبرالية. في حالة عدم وجود أي شرط ملزم، تكون مشاركة البيانات وفقًا لتقدير العلماء أنفسهم. في حالات معينة، الحكومات  والمؤسسات تحظر أو تقيد بشدة مشاركة البيانات لحماية مصالح الملكية والأمن القومي وسرية الموضوع  والمريض والضحية. قد قُيِّدَ تبادل البيانات أيضًا لحماية المؤسسات والعلماء من استخدام البيانات لأغراض سياسية.
قد تُطلب البيانات والأساليب من المؤلف بعد سنوات من النشر. لتشجيع مشاركة البيانات  ومنع ضياع البيانات أو تلفها، وضعت عدد من وكالات التمويل والمجلات سياسات لأرشفة البيانات. يُعد الوصول إلى البيانات المؤرشفة علنًا تطورًا حديثًا في تاريخ العلوم، أصبح ممكنًا بفضل التقدم التكنولوجي في الاتصالات وتكنولوجيا المعلومات. للاستفادة الكاملة من الاتصال السريع الحديث قد يتطلب اتفاقًا توافقيًا على المعايير التي يقوم عليها الاعتراف المتبادل بالمساهمات المعنية. تشمل النماذج المعترف بها  لتحسين مشاركة البيانات في الوقت المناسب من أجل استجابة أكثر فعالية لتهديدات الأمراض المعدية الناشئة آلية مشاركة البيانات التي قدمتها مبادرة GISAID.
بصرف النظر عن السياسات المتعلقة بمشاركة البيانات وأرشفتها، لا يزال حجب البيانات يحدث. قد يفشل المؤلفون في أرشفة البيانات أو يقومون بأرشفة جزء من البيانات فقط. لا يعد الفشل في أرشفة البيانات وحدها حجبًا للبيانات. عندما يطلب الباحث معلومات إضافية، يرفض المؤلف أحيانًا تقديمها. عندما يحجب المؤلفون بيانات مثل هذه، فإنهم يخاطرون بفقدان ثقة المجتمع العلمي.
قد تشير مشاركة البيانات إلى مشاركة المعلومات الشخصية على منصة وسائل التواصل الاجتماعي أيضًا.

## نزاهة البحث المكتبي
تحمل مزاعم سوء السلوك في البحوث الطبية عواقب وخيمة. أنشأت وزارة الصحة والخدمات الإنسانية بالولايات المتحدة مكتبًا للإشراف على التحقيقات في مزاعم سوء السلوك، متضمنةً حجب البيانات. يعرف الموقع المهمة: «يعزز مكتب نزاهة البحث (ORI) النزاهة في البحوث الطبية الحيوية والسلوكية التي تدعمها خدمة الصحة العامة الأمريكية (PHS) في نحو 4000 مؤسسة في جميع أنحاء العالم. تراقب ORI التحقيقات المؤسسية في سوء السلوك البحثي وتسهل إجراء البحث المسؤول (RCR) من خلال الأنشطة التعليمية والوقائية والتنظيمية».Office of Research Integrity.}}

## مشكلات مشاركة البيانات في الأوساط الأكاديمية

### علم الوراثة
أصبح حجب البيانات أمرًا شائعًا في علم الوراثة، لدرجة أن الباحثين في مستشفى ماساتشوستس العام نشروا مقالًا حول هذا الموضوع. وجدت الدراسة أنه «بسبب حرمانهم من الوصول إلى البيانات، أفاد 28٪ من علماء الوراثة أنهم لم يتمكنوا من تأكيد الأبحاث المنشورة».

### علم النفس
في دراسة أجريت عام 2006، لوحظ أنه من بين 141 مؤلفًا لمنشورات المقالات التجريبية من الجمعية الأمريكية لعلم النفس (APA)، لم يستجب 103 (73٪) ببياناتهم خلال فترة 6 أشهر. في دراسة متابعة نُشرت سنة 2015، وجد أن 246 من أصل 394 مؤلفًا (62٪) اتُصل بهم من أجل أبحاث في مجلات (APA) لم يشاركوا بياناتهم عند الطلب.

### علم الآثار
أفادت دراسة أُجريت عام 2018 عن دراسة لعينة عشوائية من 48 مقالة نُشرت خلال الفترة من فبراير إلى مايو 2017 في مجلة العلوم الأثرية، التي وجدت بيانات أولية متاحة علنًا لـ 18 بحثًا (53٪)، مع كون البيانات التركيبية والتاريخية هي الأنواع الأكثر شيوعًا. أرسلت نفس الدراسة رسالة عبر البريد الإلكتروني لمؤلفي المقالات حول التجارب على القطع الأثرية الحجرية التي نشرت خلال عامي 2009 و 2015 لطلب بيانات تتعلق بالمنشورات. اتصلوا بمؤلفي 23 مقالًا وتلقوا 15 ردًا، أي بمعدل استجابة 70٪. تضمنت خمسة ردود ملفات البيانات، أي معدل مشاركة قدره 20٪.

### العلماء في مرحلة التدريب
أشارت دراسة أجريت على العلماء في مرحلة التدريب إلى أن العديد منهم قد عانوا بالفعل من حجب البيانات، وقد أدت هذه الدراسة إلى إثارة الخوف من أن الجيل المستقبلي من العلماء لن يلتزم الممارسات المتبعة.

## أساليب التعامل في مختلف المجالات
فرضت المؤسسات ووكالات التمويل وأماكن النشر في العلوم الطبية والبيولوجية والفيزيائية متطلبات مشاركة البيانات بشكل أكثر شيوعًا. تختلف المتطلبات على نطاق واسع حول هل تجب مشاركة البيانات على الإطلاق، ومع من تجب مشاركة البيانات، ومن يجب أن يتحمل نفقات مشاركة البيانات؟
تميل وكالات التمويل مثل المعاهد الوطنية للصحة ومؤسسة العلوم الوطنية إلى طلب مشاركة أكثر للبيانات، لكن حتى هذه المتطلبات تميل إلى الاعتراف بمخاوف سرية المريض والتكاليف المتكبدة في مشاركة البيانات وشرعية الطلب. غالبًا ما تثبط المصالح الخاصة والهيئات العامة التي لها مصالح أمنية وطنية -الدفاع وفرض القانون- مشاركة البيانات والأساليب بواسطة اتفاقيات عدم الإفشاء.
يفرض تبادل البيانات تحديات محددة في مبادرات الرصد التشاركي، مثلًا تجمع مجتمعات الغابات البيانات عن الظروف الاجتماعية والبيئية المحلية. في هذه الحالة، قد يعتمد النهج القائم على الحقوق لتطوير بروتوكولات مشاركة البيانات على مبادئ الموافقة الحرة والمسبقة والمستنيرة، وإعطاء الأولوية لحماية حقوق من أنشأوا البيانات، أو من يُحتمل أن يتأثروا بمشاركة البيانات.